# Santa Luzia d'Oeste
Santa Luzia D'Oeste is een gemeente in de Braziliaanse deelstaat Rondônia. De gemeente telt 9.348 inwoners (schatting 2009).